# Distrito electoral de Ayacucho
Ayacucho es uno de los 27 distritos electorales representados en el Congreso de la República del Perú. La circunscripción elige actualmente a 3 congresistas. Sus límites corresponden a los del departamento de Ayacucho. El sistema electoral utiliza el método D'Hondt y una representación proporcional con doble voto preferencial opcional.

## Representantes
| 1 | 3 |

| 2 | 2 |

| 1 | 2 | 1 |

| 1 | 2 |

| 3 |

| 2 | 1 |

| 2 | 1 |

| 2 | 1 |

| 3 |

## Elecciones

### Elecciones parlamentarias de 2021
| Partidos y coaliciones                                                                               | Partidos y coaliciones                    | Voto popular | Voto popular | Voto popular | Escaños | Escaños |
| Partidos y coaliciones                                                                               | Partidos y coaliciones                    | Votos        | %            | ±pp          | Total   | +/−     |
| --- | ----------------------------------------- | ------------ | ------------ | ------------ | ------- | ------- |
| | Perú Libre (PL)                           | 92,480       | 39.64        | +35.75       | 3       | +3      |
| | Acción Popular (AP)                       | 22,754       | 9.75         | +5.23        | 0       | ±0      |
| | Juntos por el Perú (JP)                   | 16,912       | 7.25         | +4.39        | 0       | ±0      |
| | Fuerza Popular (FP)                       | 13,136       | 5.63         | +2.01        | 0       | ±0      |
| | Alianza para el Progreso (APP)            | 12,080       | 5.18         | –4.92        | 0       | –1      |
| | Somos Perú (SP)                           | 10,943       | 4.69         | –2.21        | 0       | ±0      |
| | Podemos Perú (PP)                         | 9,839        | 4.22         | +1.62        | 0       | ±0      |
| | Renovación Popular (RP)1                  | 9,724        | 4.17         | +1.68        | 0       | ±0      |
| | Frente Popular Agrícola del Perú (Frepap) | 9,412        | 4.03         | –3.36        | 0       | ±0      |
| | Partido Nacionalista Peruano (PNP)        | 8,308        | 3.56         | n/a          | 0       | ±0      |
| | Frente Amplio (FA)                        | 6,539        | 2.80         | –4.89        | 0       | ±0      |
| | Unión por el Perú (UPP)                   | 5,897        | 2.53         | –21.64       | 0       | –2      |
| | Victoria Nacional (VN)                    | 5,662        | 2.43         | Nuevo        | 0       | ±0      |
| | Partido Morado (PM)                       | 4,204        | 1.80         | –0.91        | 0       | ±0      |
| | Renacimiento Unido Nacional (RUNA)        | 3,599        | 1.54         | –2.18        | 0       | ±0      |
| | Democracia Directa (DD)                   | 930          | 0.40         | –5.00        | 0       | ±0      |
| | Partido Popular Cristiano (PPC)           | 905          | 0.39         | –3.42        | 0       | ±0      |
| |                                           |              |              |              |         |         |
| Total                                                                                                | Total                                     | 233,324      |              |              | 3       | ±0      |
| |                                           |              |              |              |         |         |
| Votos válidos                                                                                        | Votos válidos                             | 233,324      | 71.84        | –8.69        |         |         |
| Votos en blanco                                                                                      | Votos en blanco                           | 46,717       | 14.38        | +11.61       |         |         |
| Votos nulos                                                                                          | Votos nulos                               | 44,747       | 13.78        | –2.92        |         |         |
| Votos emitidos                                                                                       | Votos emitidos                            | 324,788      | 68.63        | +1.34        |         |         |
| Abstenciones                                                                                         | Abstenciones                              | 148,494      | 31.37        | –1.34        |         |         |
| Votantes registrados                                                                                 | Votantes registrados                      | 473,282      |              |              |         |         |
| |                                           |              |              |              |         |         |
| Fuente:                                                                                              |                                           |              |              |              |         |         |
| Notas al pie: 1 Comparado con los resultados de Solidaridad Nacional (SN) en las elecciones de 2020. |                                           |              |              |              |         |         |
| Notas al pie:                                                                                        |                                           |              |              |              |         |         |
| 1 Comparado con los resultados de Solidaridad Nacional (SN) en las elecciones de 2020.               |                                           |              |              |              |         |         |

### Elecciones parlamentarias de 2020
| Partidos y coaliciones | Partidos y coaliciones                    | Voto popular | Voto popular | Voto popular | Escaños | Escaños |
| Partidos y coaliciones | Partidos y coaliciones                    | Votos        | %            | ±pp          | Total   | +/−     |
| --- | ----------------------------------------- | ------------ | ------------ | ------------ | ------- | ------- |
| | Unión por el Perú1 (UPP)                  | 60,420       | 24.17        | n/a          | 2       | +2      |
| | Alianza para el Progreso2 (APP)           | 25,235       | 10.10        | n/a          | 1       | +1      |
| | Frente Amplio (FA)                        | 19,223       | 7.69         | –33.67       | 0       | –2      |
| | Frente Popular Agrícola del Perú (Frepap) | 18,464       | 7.39         | Nuevo        | 0       | ±0      |
| | Somos Perú2 (SP)                          | 17,244       | 6.90         | n/a          | 0       | ±0      |
| | Democracia Directa (DD)                   | 13,486       | 5.40         | +3.27        | 0       | ±0      |
| | Acción Popular (AP)                       | 11,296       | 4.52         | +1.44        | 0       | ±0      |
| | Perú Libre (PL)                           | 9,719        | 3.89         | Nuevo        | 0       | ±0      |
| | Partido Popular Cristiano3 (PPC)          | 9,516        | 3.81         | n/a          | 0       | ±0      |
| | Perú Nación (PN)                          | 9,404        | 3.76         | Nuevo        | 0       | ±0      |
| | Renacimiento Unido Nacional (RUNA)        | 9,308        | 3.72         | Nuevo        | 0       | ±0      |
| | Fuerza Popular (FP)                       | 9,044        | 3.62         | –29.66       | 0       | –1      |
| | Juntos por el Perú (JP)                   | 7,151        | 2.86         | Nuevo        | 0       | ±0      |
| | Partido Morado (PM)                       | 6,768        | 2.71         | Nuevo        | 0       | ±0      |
| | Podemos Perú (PP)                         | 6,490        | 2.60         | Nuevo        | 0       | ±0      |
| | Solidaridad Nacional1 (SN)                | 6,221        | 2.49         | n/a          | 0       | ±0      |
| | Avanza País (AvP)                         | 5,042        | 2.02         | Nuevo        | 0       | ±0      |
| | Perú Patria Segura (PPS)                  | 3,507        | 1.40         | Nuevo        | 0       | ±0      |
| | Vamos Perú3 (VP)                          | 2,423        | 0.97         | n/a          | 0       | ±0      |
| |                                           |              |              |              |         |         |
| Total | Total                                     | 249,961      |              |              | 3       | ±0      |
| |                                           |              |              |              |         |         |
| Votos válidos | Votos válidos                             | 249,961      | 80.53        | +16.60       |         |         |
| Votos en blanco | Votos en blanco                           | 8,602        | 2.77         | –12.82       |         |         |
| Votos nulos | Votos nulos                               | 51,820       | 16.70        | –3.78        |         |         |
| Votos emitidos | Votos emitidos                            | 310,383      | 67.29        | –10.05       |         |         |
| Abstenciones | Abstenciones                              | 150,905      | 32.71        | +10.05       |         |         |
| Votantes registrados | Votantes registrados                      | 461,288      |              |              |         |         |
| |                                           |              |              |              |         |         |
| Fuente: |                                           |              |              |              |         |         |
| Notas al pie: 1 Dentro de la coalición Alianza Solidaridad Nacional en las elecciones de 2016 (retiraron su candidatura). 2 Dentro de la coalición Alianza para el Progreso del Perú en las elecciones de 2016. 3 Dentro de la coalición Alianza Popular en las elecciones de 2016. |                                           |              |              |              |         |         |
| Notas al pie: |                                           |              |              |              |         |         |
| 1 Dentro de la coalición Alianza Solidaridad Nacional en las elecciones de 2016 (retiraron su candidatura). 2 Dentro de la coalición Alianza para el Progreso del Perú en las elecciones de 2016. 3 Dentro de la coalición Alianza Popular en las elecciones de 2016.               |                                           |              |              |              |         |         |

### Elecciones parlamentarias de 2016
| Partidos y coaliciones | Partidos y coaliciones                         | Voto popular | Voto popular | Voto popular | Escaños | Escaños |
| Partidos y coaliciones | Partidos y coaliciones                         | Votos        | %            | ±pp          | Total   | +/−     |
| --- | ---------------------------------------------- | ------------ | ------------ | ------------ | ------- | ------- |
| | Frente Amplio (FA)                             | 86,292       | 41.36        | Nuevo        | 2       | +2      |
| | Fuerza Popular1 (FP)                           | 69,435       | 33.28        | +4.61        | 1       | ±0      |
| | Peruanos por el Kambio (PPK)                   | 15,805       | 7.58         | Nuevo        | 0       | ±0      |
| | Alianza para el Progreso del Perú2 (APP–RN–SP) | 11,711       | 5.61         | n/a          | 0       | ±0      |
| | Alianza Popular3 (APRA–PPC–VP)                 | 10,434       | 5.00         | n/a          | 0       | ±0      |
| | Acción Popular4 (AP)                           | 6,429        | 3.08         | n/a          | 0       | ±0      |
| | Democracia Directa5 (DD)                       | 4,438        | 2.13         | +1.45        | 0       | ±0      |
| | Perú Posible4 (PP)                             | 3,202        | 1.54         | n/a          | 0       | ±0      |
| | Progresando Perú (PrP)                         | 592          | 0.28         | Nuevo        | 0       | ±0      |
| | Orden (O)                                      | 283          | 0.14         | Nuevo        | 0       | ±0      |
| |                                                |              |              |              |         |         |
| Total | Total                                          | 208,621      |              |              | 3       | ±0      |
| |                                                |              |              |              |         |         |
| Votos válidos | Votos válidos                                  | 208,621      | 63.93        | –8.27        |         |         |
| Votos en blanco | Votos en blanco                                | 50,858       | 15.59        | +0.95        |         |         |
| Votos nulos | Votos nulos                                    | 66,841       | 20.48        | +7.32        |         |         |
| Votos emitidos | Votos emitidos                                 | 326,320      | 77.34        | –1.52        |         |         |
| Abstenciones | Abstenciones                                   | 95,636       | 22.66        | +1.52        |         |         |
| Votantes registrados | Votantes registrados                           | 421,956      |              |              |         |         |
| |                                                |              |              |              |         |         |
| Fuente: |                                                |              |              |              |         |         |
| Notas al pie: 1 Comparado con los resultados de su partido antecesor Fuerza 2011 en las elecciones de 2011. 2 Comparado con los resultados de Alianza para el Progreso , Restauración Nacional (ambos dentro de la coalición Alianza por el Gran Cambio ) y Somos Perú (dentro de la coalición Alianza Electoral Perú Posible ) en las elecciones de 2011. 3 Comparado con los resultados del Partido Aprista Peruano y el Partido Popular Cristiano en las elecciones de 2011. 4 Dentro de la coalición Alianza Electoral Perú Posible en las elecciones de 2011. 5 Comparado con los resultados de su partido antecesor Fonavistas del Perú en las elecciones de 2011. |                                                |              |              |              |         |         |
| Notas al pie: |                                                |              |              |              |         |         |
| 1 Comparado con los resultados de su partido antecesor Fuerza 2011 en las elecciones de 2011. 2 Comparado con los resultados de Alianza para el Progreso, Restauración Nacional (ambos dentro de la coalición Alianza por el Gran Cambio) y Somos Perú (dentro de la coalición Alianza Electoral Perú Posible) en las elecciones de 2011. 3 Comparado con los resultados del Partido Aprista Peruano y el Partido Popular Cristiano en las elecciones de 2011. 4 Dentro de la coalición Alianza Electoral Perú Posible en las elecciones de 2011. 5 Comparado con los resultados de su partido antecesor Fonavistas del Perú en las elecciones de 2011.                  |                                                |              |              |              |         |         |

### Elecciones parlamentarias de 2011
| Partidos y coaliciones | Partidos y coaliciones                       | Voto popular | Voto popular | Voto popular | Escaños | Escaños |
| Partidos y coaliciones | Partidos y coaliciones                       | Votos        | %            | ±pp          | Total   | +/−     |
| --- | -------------------------------------------- | ------------ | ------------ | ------------ | ------- | ------- |
| | Gana Perú1 (PNP–PS–PCP–PSR)                  | 78,303       | 37.18        | +36.53       | 2       | +2      |
| | Fuerza 20112 (F2011)                         | 60,376       | 28.67        | +17.19       | 1       | +1      |
| | Cambio Radical (CR)                          | 27,065       | 12.85        | Nuevo        | 0       | ±0      |
| | Perú Posible3 (PP–AP–SP)                     | 24,365       | 11.57        | +6.76        | 0       | ±0      |
| | Partido Aprista Peruano (APRA)               | 10,043       | 4.77         | –1.59        | 0       | ±0      |
| | Alianza por el Gran Cambio4 (APP–PPC–PHP–RN) | 4,030        | 1.91         | n/a          | 0       | ±0      |
| | Solidaridad Nacional5 (SN–UPP–C90–SU–TPP)    | 2,952        | 1.40         | n/a          | 0       | –3      |
| | Fonavistas del Perú (FP)                     | 1,436        | 0.68         | Nuevo        | 0       | ±0      |
| | Fuerza Social (FS)                           | 1,366        | 0.65         | Nuevo        | 0       | ±0      |
| | Adelante (Adelante)                          | 677          | 0.32         | Nuevo        | 0       | ±0      |
| |                                              |              |              |              |         |         |
| Total | Total                                        | 210,613      |              |              | 3       | ±0      |
| |                                              |              |              |              |         |         |
| Votos válidos | Votos válidos                                | 210,613      | 72.20        | +4.91        |         |         |
| Votos en blanco | Votos en blanco                              | 42,719       | 14.64        | –4.38        |         |         |
| Votos nulos | Votos nulos                                  | 38,397       | 13.16        | –0.53        |         |         |
| Votos emitidos | Votos emitidos                               | 291,729      | 78.86        | –8.74        |         |         |
| Abstenciones | Abstenciones                                 | 78,200       | 21.14        | +8.74        |         |         |
| Votantes registrados | Votantes registrados                         | 369,929      |              |              |         |         |
| |                                              |              |              |              |         |         |
| Fuente: |                                              |              |              |              |         |         |
| Notas al pie: 1 Comparado con los resultados del Partido Socialista en las elecciones de 2006. 2 Comparado con los resultados de la coalición Alianza por el Futuro en las elecciones de 2006. 3 Comparado con los resultados del partido Perú Posible y la alianza Frente de Centro en las elecciones de 2006. 4 Comparado con los resultados del Partido Popular Cristiano (dentro de Unidad Nacional ) en las elecciones de 2006. 5 Comparado con los resultados del partido Unión por el Perú y Solidaridad Nacional (dentro de Unidad Nacional ) en las elecciones de 2006. |                                              |              |              |              |         |         |
| Notas al pie: |                                              |              |              |              |         |         |
| 1 Comparado con los resultados del Partido Socialista en las elecciones de 2006. 2 Comparado con los resultados de la coalición Alianza por el Futuro en las elecciones de 2006. 3 Comparado con los resultados del partido Perú Posible y la alianza Frente de Centro en las elecciones de 2006. 4 Comparado con los resultados del Partido Popular Cristiano (dentro de Unidad Nacional) en las elecciones de 2006. 5 Comparado con los resultados del partido Unión por el Perú y Solidaridad Nacional (dentro de Unidad Nacional) en las elecciones de 2006.                 |                                              |              |              |              |         |         |

### Elecciones parlamentarias de 2006
| Partidos y coaliciones | Partidos y coaliciones                            | Voto popular | Voto popular | Voto popular | Escaños | Escaños |
| Partidos y coaliciones | Partidos y coaliciones                            | Votos        | %            | ±pp          | Total   | +/−     |
| --- | ------------------------------------------------- | ------------ | ------------ | ------------ | ------- | ------- |
| | Unión por el Perú (UPP)                           | 96,806       | 53.56        | +48.52       | 3       | +3      |
| | Alianza por el Futuro1 (C90–NM–SC)                | 20,744       | 11.48        | +5.49        | 0       | ±0      |
| | Unidad Nacional (PPC–SN–RN)                       | 14,839       | 8.21         | –8.51        | 0       | –1      |
| | Partido Aprista Peruano (APRA)                    | 11,500       | 6.36         | –9.97        | 0       | ±0      |
| | Avanza País - Partido de Integración Social (AvP) | 7,900        | 4.37         | Nuevo        | 0       | ±0      |
| | Frente de Centro2 (AP–SP–CNI)                     | 6,636        | 3.67         | +0.56        | 0       | ±0      |
| | Frente Popular Agrícola del Perú (Frepap)         | 4,548        | 2.52         | –1.11        | 0       | ±0      |
| | Alianza para el Progreso (APP)                    | 3,218        | 1.78         | Nuevo        | 0       | ±0      |
| | Concertación Descentralista (PDS–MHP)             | 2,401        | 1.33         | Nuevo        | 0       | ±0      |
| | Justicia Nacional (JN)                            | 2,380        | 1.32         | Nuevo        | 0       | ±0      |
| | Perú Posible (PP)                                 | 2,067        | 1.14         | –31.73       | 0       | –2      |
| | Fuerza Democrática (FD)                           | 1,902        | 1.05         | Nuevo        | 0       | ±0      |
| | Partido Socialista (PS)                           | 1,174        | 0.65         | Nuevo        | 0       | ±0      |
| | Con Fuerza Perú                                   | 1,014        | 0.56         | Nuevo        | 0       | ±0      |
| | Frente Independiente Moralizador (FIM)            | 1,012        | 0.56         | –7.21        | 0       | ±0      |
| | Resurgimiento Peruano                             | 816          | 0.45         | Nuevo        | 0       | ±0      |
| | Renacimiento Andino (RA)                          | 589          | 0.33         | –2.00        | 0       | ±0      |
| | Perú Ahora                                        | 478          | 0.26         | Nuevo        | 0       | ±0      |
| | Proyecto País (PrP)                               | 387          | 0.21         | –2.68        | 0       | ±0      |
| | Y se llama Perú                                   | 350          | 0.19         | Nuevo        | 0       | ±0      |
| |                                                   |              |              |              |         |         |
| Total | Total                                             | 180,761      |              |              | 3       | ±0      |
| |                                                   |              |              |              |         |         |
| Votos válidos | Votos válidos                                     | 180,761      | 67.29        | –0.64        |         |         |
| Votos en blanco | Votos en blanco                                   | 51,086       | 19.02        | +1.96        |         |         |
| Votos nulos | Votos nulos                                       | 36,783       | 13.69        | –1.32        |         |         |
| Votos emitidos | Votos emitidos                                    | 268,630      | 87.60        | +15.55       |         |         |
| Abstenciones | Abstenciones                                      | 38,032       | 12.40        | –15.55       |         |         |
| Votantes registrados | Votantes registrados                              | 306,662      |              |              |         |         |
| |                                                   |              |              |              |         |         |
| Fuente: |                                                   |              |              |              |         |         |
| Notas al pie: 1 Comparado con los resultados de los partidos Cambio 90 – Nueva Mayoría y Solución Popular ( Sí Cumple ) en las elecciones de 2001. 2 Comparado con los resultados de los partidos Acción Popular y Somos Perú en las elecciones de 2001. |                                                   |              |              |              |         |         |
| Notas al pie: |                                                   |              |              |              |         |         |
| 1 Comparado con los resultados de los partidos Cambio 90–Nueva Mayoría y Solución Popular (Sí Cumple) en las elecciones de 2001. 2 Comparado con los resultados de los partidos Acción Popular y Somos Perú en las elecciones de 2001.                   |                                                   |              |              |              |         |         |

### Elecciones parlamentarias de 2001
| Partidos y coaliciones | Partidos y coaliciones                    | Voto popular | Voto popular | Voto popular | Escaños | Escaños |
| Partidos y coaliciones | Partidos y coaliciones                    | Votos        | %            | ±pp          | Total   | +/−     |
| ---------------------- | ----------------------------------------- | ------------ | ------------ | ------------ | ------- | ------- |
|                        | Perú Posible (PP)                         | 47,034       | 32.87        | n/a          | 2       | n/a     |
|                        | Unidad Nacional (PPC–SN–RN–CR)            | 23,921       | 16.72        | n/a          | 1       | n/a     |
|                        | Partido Aprista Peruano (APRA)            | 23,359       | 16.33        | n/a          | 0       | n/a     |
|                        | Frente Independiente Moralizador (FIM)    | 11,112       | 7.77         | n/a          | 0       | n/a     |
|                        | Unión por el Perú (UPP)                   | 7,212        | 5.04         | n/a          | 0       | n/a     |
|                        | Frente Popular Agrícola del Perú (Frepap) | 5,195        | 3.63         | n/a          | 0       | n/a     |
|                        | Solución Popular (SoP)                    | 4,958        | 3.47         | n/a          | 0       | n/a     |
|                        | Todos por la Victoria (TpV)               | 4,761        | 3.33         | n/a          | 0       | n/a     |
|                        | Proyecto País (PrP)                       | 4,136        | 2.89         | n/a          | 0       | n/a     |
|                        | Cambio 90–Nueva Mayoría (C90–NM)          | 3,598        | 2.52         | n/a          | 0       | n/a     |
|                        | Acción Popular (AP)                       | 3,395        | 2.37         | n/a          | 0       | n/a     |
|                        | Renacimiento Andino (RA)                  | 3,336        | 2.33         | n/a          | 0       | n/a     |
|                        | Somos Perú (SP)                           | 1,065        | 0.74         | n/a          | 0       | n/a     |
|                        |                                           |              |              |              |         |         |
| Total                  | Total                                     | 143,082      |              |              | 3       | n/a     |
|                        |                                           |              |              |              |         |         |
| Votos válidos          | Votos válidos                             | 143,082      | 67.93        | n/a          |         |         |
| Votos en blanco        | Votos en blanco                           | 35,935       | 17.06        | n/a          |         |         |
| Votos nulos            | Votos nulos                               | 31,620       | 15.01        | n/a          |         |         |
| Votos emitidos         | Votos emitidos                            | 210,637      | 72.05        | n/a          |         |         |
| Abstenciones           | Abstenciones                              | 81,723       | 27.95        | n/a          |         |         |
| Votantes registrados   | Votantes registrados                      | 292,360      |              |              |         |         |
|                        |                                           |              |              |              |         |         |
| Fuente:                |                                           |              |              |              |         |         |

### Elecciones parlamentarias de 2000
Elecciones parlamentarias en distrito electoral nacional único

### Elecciones parlamentarias de 1995
Elecciones parlamentarias en distrito electoral nacional único

### Elecciones parlamentarias de 1990
| Partidos y coaliciones | Partidos y coaliciones                                     | Voto popular | Voto popular | Voto popular | Escaños | Escaños |
| Partidos y coaliciones | Partidos y coaliciones                                     | Votos        | %            | ±pp          | Total   | +/−     |
| --- | ---------------------------------------------------------- | ------------ | ------------ | ------------ | ------- | ------- |
| | Partido Aprista Peruano (APRA)                             | 14,947       | 32.60        | –14.77       | 2       | ±0      |
| | Frente Democrático1 (Movimiento Libertad–PPC–AP)           | 12,793       | 27.90        | n/a          | 1       | +1      |
| | Izquierda Unida (IU)                                       | 9,053        | 19.75        | –12.46       | 1       | –1      |
| | Izquierda Socialista (IS)                                  | 2,382        | 5.20         | Nuevo        | 0       | ±0      |
| | Frente Popular Agrícola del Perú (Frepap)                  | 2,228        | 4.86         | Nuevo        | 0       | ±0      |
| | Frente Nacional de Trabajadores y Campesinos2 (Frenatraca) | 1,798        | 3.92         | +0.85        | 0       | ±0      |
| | Unión Cívica Independiente                                 | 1,662        | 3.63         | Nuevo        | 0       | ±0      |
| | Vencedores de Ayacucho                                     | 985          | 2.15         | Nuevo        | 0       | ±0      |
| |                                                            |              |              |              |         |         |
| Total | Total                                                      | 45,848       |              |              | 4       | ±0      |
| |                                                            |              |              |              |         |         |
| Votos válidos | Votos válidos                                              | 45,848       | 100.00       | +43.52       |         |         |
| Votos en blanco | Votos en blanco                                            | 0            | 0.00         | –3.50        |         |         |
| Votos nulos | Votos nulos                                                | 0            | 0.00         | –40.02       |         |         |
| Votos emitidos | Votos emitidos                                             | 45,848       | n/d          | n/a          |         |         |
| Abstenciones | Abstenciones                                               | n/d          | n/d          | n/a          |         |         |
| Votantes registrados | Votantes registrados                                       | n/d          |              |              |         |         |
| |                                                            |              |              |              |         |         |
| Fuente: |                                                            |              |              |              |         |         |
| Notas al pie: 1 Comparado con los resultados del Partido Popular Cristiano (dentro de la coalición Convergencia Democrática ) y Acción Popular en las elecciones de 1985. 2 Comparado con los resultados de Izquierda Nacionalista (IN) en las elecciones de 1985. |                                                            |              |              |              |         |         |
| Notas al pie: |                                                            |              |              |              |         |         |
| 1 Comparado con los resultados del Partido Popular Cristiano (dentro de la coalición Convergencia Democrática) y Acción Popular en las elecciones de 1985. 2 Comparado con los resultados de Izquierda Nacionalista (IN) en las elecciones de 1985.                |                                                            |              |              |              |         |         |

### Elecciones parlamentarias de 1985
| Partidos y coaliciones | Partidos y coaliciones                       | Voto popular | Voto popular | Voto popular | Escaños | Escaños |
| Partidos y coaliciones | Partidos y coaliciones                       | Votos        | %            | ±pp          | Total   | +/−     |
| --- | -------------------------------------------- | ------------ | ------------ | ------------ | ------- | ------- |
| | Partido Aprista Peruano (APRA)               | 40,382       | 47.37        | +30.01       | 2       | +1      |
| | Izquierda Unida1 (UNIR–UDP–PRT–UI–FOCEP–APS) | 27,461       | 32.21        | +5.06        | 2       | +2      |
| | Acción Popular (AP)                          | 7,752        | 9.09         | –41.22       | 0       | –3      |
| | Convergencia Democrática2 (PPC–MBH)          | 4,047        | 4.75         | +3.04        | 0       | ±0      |
| | Izquierda Nacionalista3 (IN)                 | 2,617        | 3.07         | +2.35        | 0       | ±0      |
| | Frente Democrático de Unidad Nacional (FUN)  | 2,058        | 2.41         | Nuevo        | 0       | ±0      |
| | Movimiento Cívico Nacional 7 de Junio (M7J)  | 938          | 1.10         | Nuevo        | 0       | ±0      |
| |                                              |              |              |              |         |         |
| Total | Total                                        | 85,255       |              |              | 4       | ±0      |
| |                                              |              |              |              |         |         |
| Votos válidos | Votos válidos                                | 85,255       | 56.48        | –1.94        |         |         |
| Votos en blanco | Votos en blanco                              | 5,279        | 3.50         | –17.91       |         |         |
| Votos nulos | Votos nulos                                  | 60,408       | 40.02        | +19.85       |         |         |
| Votos emitidos | Votos emitidos                               | 150,942      | 82.93        | n/a          |         |         |
| Abstenciones | Abstenciones                                 | 31,077       | 17.07        | n/a          |         |         |
| Votantes registrados | Votantes registrados                         | 182,019      |              |              |         |         |
| |                                              |              |              |              |         |         |
| Fuente: |                                              |              |              |              |         |         |
| Notas al pie: 1 Comparado con los resultados de los partidos Unión de Izquierda Revolucionaria (PCP-PR–PCR–VR–FLN), Unidad Democrático Popular (UDP), Partido Revolucionario de los Trabajadores (PRT), Unidad de Izquierda (UI), el Frente Obrero Campesino Estudiantil y Popular (FOCEP) y Acción Política Socialista (APS) en las elecciones de 1980. 2 Comparado con los resultados del Partido Popular Cristiano (PPC) en las elecciones de 1980. 3 Comparado con los resultados del Frente Nacional de Trabajadores y Campesinos (Frenatraca) en las elecciones de 1980. |                                              |              |              |              |         |         |
| Notas al pie: |                                              |              |              |              |         |         |
| 1 Comparado con los resultados de los partidos Unión de Izquierda Revolucionaria (PCP-PR–PCR–VR–FLN), Unidad Democrático Popular (UDP), Partido Revolucionario de los Trabajadores (PRT), Unidad de Izquierda (UI), el Frente Obrero Campesino Estudiantil y Popular (FOCEP) y Acción Política Socialista (APS) en las elecciones de 1980. 2 Comparado con los resultados del Partido Popular Cristiano (PPC) en las elecciones de 1980. 3 Comparado con los resultados del Frente Nacional de Trabajadores y Campesinos (Frenatraca) en las elecciones de 1980.               |                                              |              |              |              |         |         |

### Elecciones parlamentarias de 1980
| Partidos y coaliciones | Partidos y coaliciones                                    | Voto popular | Voto popular | Voto popular | Escaños | Escaños |
| Partidos y coaliciones | Partidos y coaliciones                                    | Votos        | %            | ±pp          | Total   | +/−     |
| ---------------------- | --------------------------------------------------------- | ------------ | ------------ | ------------ | ------- | ------- |
|                        | Acción Popular (AP)                                       | 31,047       | 50.31        | n/a          | 3       | n/a     |
|                        | Partido Aprista Peruano (APRA)                            | 10,711       | 17.36        | n/a          | 1       | n/a     |
|                        | Unidad Democrático Popular (UDP)                          | 4,987        | 8.08         | n/a          | 0       | n/a     |
|                        | Partido Revolucionario de los Trabajadores (PRT)          | 3,954        | 6.41         | n/a          | 0       | n/a     |
|                        | Unidad de Izquierda (UI)                                  | 3,267        | 5.29         | n/a          | 0       | n/a     |
|                        | Frente Obrero Campesino Estudiantil y Popular (FOCEP)     | 2,835        | 4.59         | n/a          | 0       | n/a     |
|                        | Unión de Izquierda Revolucionaria (PCP-PR–PCR–VR–FLN)     | 1,713        | 2.78         | n/a          | 0       | n/a     |
|                        | Partido Popular Cristiano (PPC)                           | 1,056        | 1.71         | n/a          | 0       | n/a     |
|                        | Partido Socialista del Perú (PSP)                         | 871          | 1.41         | n/a          | 0       | n/a     |
|                        | Frente Nacional de Trabajadores y Campesinos (Frenatraca) | 444          | 0.72         | n/a          | 0       | n/a     |
|                        | Movimiento Democrático Peruano (MDP)                      | 367          | 0.60         | n/a          | 0       | n/a     |
|                        | Organización Política de la Revolución Peruana (OPRP)     | 266          | 0.43         | n/a          | 0       | n/a     |
|                        | Unión Nacional Odriísta (UNO)                             | 196          | 0.32         | n/a          | 0       | n/a     |
|                        |                                                           |              |              |              |         |         |
| Total                  | Total                                                     | 61,714       |              |              | 4       | n/a     |
|                        |                                                           |              |              |              |         |         |
| Votos válidos          | Votos válidos                                             | 61,714       | 58.42        | n/a          |         |         |
| Votos en blanco        | Votos en blanco                                           | 22,620       | 21.41        | n/a          |         |         |
| Votos nulos            | Votos nulos                                               | 21,309       | 20.17        | n/a          |         |         |
| Votos emitidos         | Votos emitidos                                            | 105,643      | n/d          | n/a          |         |         |
| Abstenciones           | Abstenciones                                              | n/d          | n/d          | n/a          |         |         |
| Votantes registrados   | Votantes registrados                                      | n/d          |              |              |         |         |
|                        |                                                           |              |              |              |         |         |
| Fuente:                |                                                           |              |              |              |         |         |